# Ilieni
Ilieni là một xã thuộc hạt Covasna, România. Dân số thời điểm năm 2002 là 1854 người.